# Scriptoplusia rubriflabellata
Scriptoplusia rubiflabellata là một loài bướm đêm trong họ Noctuidae.